# إفري إغيل (الاحلاف وإداوليين)
إفري إغيل هو دُوَّار يقع بجماعة بيڭودين، إقليم تارودانت، جهة سوس ماسة في المملكة المغربية. ينتمي الدوّار لمشيخة الاحلاف وإداوليين التي تضم 28 دوار. قدّر عدد سكانه بـ 182 نسمة حسب الإحصاء الرسمي للسكان والسكنى لسنة 2004.

## روابط خارجية
- البوابة الوطنية للجماعات الترابية
- المندوبية السامية للتخطيط